# العلاقات البليزية الزيمبابوية
العلاقات البليزية الزيمبابوية هي العلاقات الثنائية التي تجمع بين بليز وزيمبابوي.

## مقارنة بين البلدين
هذه مقارنة عامة ومرجعية للدولتين:
| وجه المقارنة                                              | بليز         | زيمبابوي |
| --------------------------------------------------------- | ------------ | --- |
| المساحة (كم2)                                             | 22.97 ألف    | 390.76 ألف |
| عدد السكان (نسمة)                                         | 374.68 ألف   | 16.53 مليون |
| الكثافة السكانية (ن./كم²)                                 | 16.31        | 42.3 |
| العاصمة                                                   | بلموبان      | هراري |
| اللغة الرسمية                                             | لغة إنجليزية | لغة إنجليزية، اللغة الشونا، النديبيلية الشمالية ‏، لغة الشيشيوا، Barwe ‏، Kalanga language ‏، Tshwa language ‏، النداو ‏، اللغة التسونجا، لغة الإشارة الزيمبابوية ‏، اللغة السوتية، تونغا ‏، اللغة التسوانية، اللغة الفيندية، اللغة الكوسية |
| العملة                                                    | دولار بليزي  | دولار أمريكي |
| الناتج المحلي الإجمالي (بليون دولار)                      | 1.84 مليار   | 17.85 مليار |
| الناتج المحلي الإجمالي (تعادل القوة الشرائية) بليون دولار | 3.05 مليار   | 27.88 مليار |
| الناتج المحلي الإجمالي الاسمي للفرد دولار أمريكي          | 4.88 ألف     | 924 |
| الناتج المحلي الإجمالي للفرد دولار أمريكي                 | 8.42 ألف     | 1.79 ألف |
| مؤشر التنمية البشرية                                      | 0.715        | 0.509 |
| رمز المكالمات الدولي                                      | +501         | +263 |
| رمز الإنترنت                                              | .bz          | .zw |
| المنطقة الزمنية                                           | 00           | ت ع م+02:00 |

## منظمات دولية مشتركة
يشترك البلدان في عضوية مجموعة من المنظمات الدولية، منها:
| علم المنظمة | اسم المنظمة                                 | تاريخ انضمام بليز | تاريخ انضمام زيمبابوي |
| ----------- | ------------------------------------------- | ----------------- | --------------------- |
|             | مجموعة دول أفريقيا والكاريبي والمحيط الهادئ | ?                 | ?                     |
|             | مؤسسة التنمية الدولية                       | 19 مارس 1982      | 29 سبتمبر 1980        |
|             | الأمم المتحدة                               | 25 سبتمبر 1981    | 25 أغسطس 1980         |
|             | منظمة التجارة العالمية                      | ?                 | ?                     |
|             | منظمة الشرطة الجنائية الدولية               | ?                 | ?                     |
|             | الاتحاد الدولي للاتصالات                    | 16 ديسمبر 1981    | 10 فبراير 1981        |
|             | الفريق المعني برصد الأرض                    | ?                 | ?                     |
|             | البنك الدولي للإنشاء والتعمير               | 19 مارس 1982      | 29 سبتمبر 1980        |
|             | الاتحاد البريدي العالمي                     | ?                 | ?                     |
|             | منظمة حظر الأسلحة الكيميائية                | ?                 | ?                     |
|             | مؤسسة التمويل الدولية                       | 19 مارس 1982      | 29 سبتمبر 1980        |
|             | وكالة ضمان الاستثمار متعدد الأطراف          | 29 يونيو 1992     | 10 أبريل 1992         |
|             | يونسكو                                      | 10 مايو 1982      | 22 سبتمبر 1980        |

## وصلات خارجية
- موقع وزارة الخارجية البليزية
- موقع وزارة الخارجية الزيمبابوية